# Andrew Yogan
Andrew Michael Yogan (Coconut Creek, 4 dicembre 1991) è un hockeista su ghiaccio canadese.

## Biografia
Venne scelto al draft 2010 dai New York Rangers, mentre giocava in Ontario Hockey League con gli Erie Otters. Fu il primo giocatore nato e cresciuto in Florida ad essere scelto al draft NHL: prima di Yogan vi erano stati dei giocatori nati nel Sunshine State, ma cresciuti poi altrove. Non giocherà mai in NHL, disputando invece diverse stagioni, tra il 2010 ed il 2015, in American Hockey League con Connecticut Whale, Hartford Wolf Pack e San Antonio Rampage.
Per la stagione 2015-2016 passò ai Cincinnati Cyclones in ECHL, campionato dove già aveva disputato alcuni incontri negli anni precedenti coi Greenville Road Warriors; nel corso della stagione fece comunque diverse apparizioni in American Hockey League con Iowa Wild, Syracuse Crunch e St. John's IceCaps.
Nell'estate del 2016 ebbe inizio la sua prima esperienza in Europa, dove fu messo sotto contratto dall'Hockey Club Bolzano, squadra della EBEL. La sua esperienza in Alto Adige durò però poche settimane: già nel mese di ottobre Yogan fece ritorno ai Cincinnati Cyclones. Nel febbraio 2017 fu richiamato dal Bolzano per sopperire alle partenze di Denny Kearney e Glen Metropolit.
Nella stagione successiva rimase in EBEL, ma con l'HC Innsbruck. Gli ottimi risultati in termini di punti convinsero la squadra a prolungare il contratto per un'ulteriore stagione.